# La Bataille du feu (film, 1949)
Pour les articles homonymes, voir La Bataille du feu.
Pour plus de détails, voir Fiche technique et Distribution.
La Bataille du feu, connu aussi sous le titre Les Joyeux Conscrits est un film français réalisé par Maurice de Canonge sorti en 1949.

## Synopsis
La vie de jeunes engagés dans le régiment des sapeurs-pompiers de Paris.

## Fiche technique
- Titre : La Bataille du feu
- Titre alternatif : Les Joyeux Conscrits
- Réalisation : Maurice de Canonge
- Scénario : Jacques Companéez
- Dialogues : Norbert Carbonnaux
- Décors : Jacques Colombier
- Photographie : Charlie Bauer
- Son : Yves Dacquay
- Musique : Louiguy
- Production : Sirius Films
- Pays :  France
- Tournage : du 6 juillet au 25 août 1948
- Format : Son mono - Noir et blanc - 35 mm - 1,37:1
- Genre : Drame
- Durée : 90 minutes
- Date de sortie :
  - France : 24 avril 1949
- Affiche : Constantin Belinsky (France)

## Distribution
- Pierre Larquey : Pascal Brignoux
- Noëlle Norman : Lulu
- Roland Armontel : Michel Bonnard
- Louis Florencie : le commissaire
- Yves Deniaud : le sergent Poirier
- Thomy Bourdelle : le commandant des S-P
- Jim Gérald : M. Farjon
- Nicolas Amato : un paysan
- Albert Broquin : un paysan
- Georges Cahuzac : le maire
- Jean Carmet : Albert Farjon
- Michel Galabru : un sapeur-pompier
- Henri Nassiet : le colonel
- Jean Gaven : Jacques Legrand
- Nicole Maurey : Anne-Marie
- Jean Dunot : un chanteur
- Rogers : un chanteur
- Jean Vinci : un jeune pompier
- Guy Loriquet : Roger
- Henry Valbel : le contrebandier
- Jim Gérald : Monsieur Farjon
- Albert Duvaleix : Grassin
- René Sarvil : Cazeneuve
- Gabrielle Fontan : la vieille
- Viviane Gosset : Mme Poirier
- Jean Kolb	: le régisseur
- Marguerite Ducouret : la concierge
- Noël Robert : le charpentier
- Fransined : le planton
- Georges Paulais : le valet
- Albert Michel : un conseiller
- Jacques Henley : un officier allemand
- René Worms : le médecin
- Maurice de Canonge
- Catherine Cayret
- Raoul Perret
- Jean Pignol
- Maurice Cartier
- René Havard
- Marguerite Letombe